# Intel Arc
Intel Arc és una marca d'unitats de processament de gràfics dissenyades per Intel. Es tracta de GPU discretes comercialitzades principalment per al mercat de jocs de PC d'alt marge. La marca també cobreix el programari i els serveis de gràfics de consum d'Intel.
Intel Arc competeix amb les línies GeForce de Nvidia i Radeon d'AMD. La sèrie Arc-A per a ordinadors portàtils es va llançar el 30 de març de 2022, amb l'A750 i l'A770 llançats a Q3'22. Intel va perdre el seu objectiu de llançament inicial del segon trimestre de 2022, i la majoria de les GPU Arc discretes no es van llançar fins a l'octubre de 2022.
Intel va llançar oficialment les GPU d'estació de treball Arc Pro el 8 d'agost de 2022.

## Etimologia

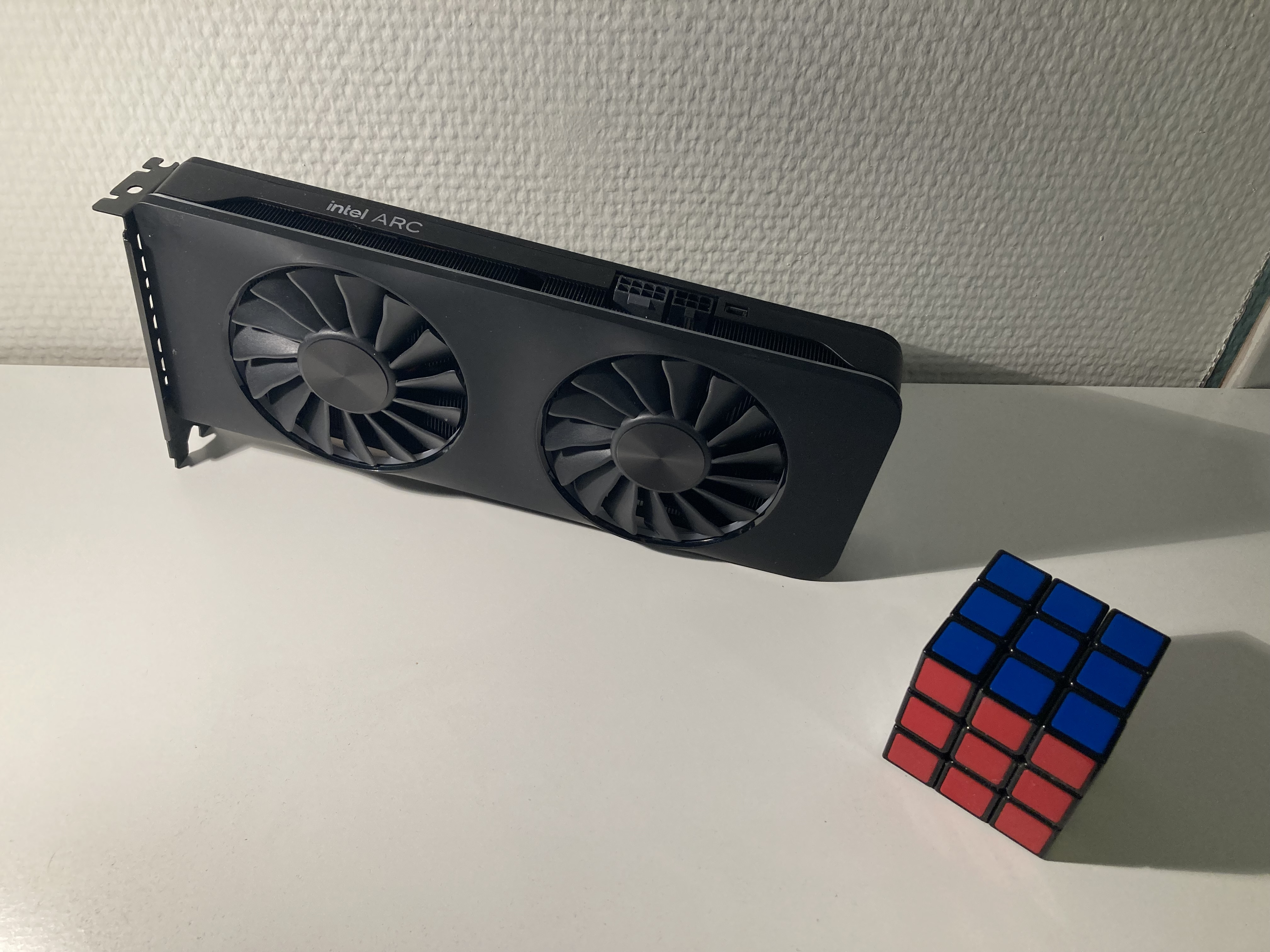
Un Intel Arc A770 de 16 GB, la GPU d'escriptori més alta de les GPU Alchemist de primera generació d'Intel, amb un cub de Rubik per escalar

Segons Intel, la marca rep el nom del concepte d'arcs de la història que es troben als videojocs. Cada generació d'Arc rep el nom de cada lletra de l'alfabet llatí en ordre ascendent. Comencen per A, després B, després C, i així successivament. La primera generació s'anomena Alchemist, mentre que Battlemage, Celestial i Druid són els noms respectius per a la segona, tercera i quarta generació d'Arc.

## Generacions de processadors gràfics
Desenvolupat amb el nom en codi anterior "DG2", la primera generació de GPU Intel Arc (anomenada "Alchemist") llançada el 30 de març de 2022. Es presentarà tant en la targeta d'escriptori addicional com en els factors de forma del portàtil. TSMC fabrica la matriu utilitzant el seu procés N6. Alchemist utilitza l'arquitectura Intel Xe GPU, o més concretament, la variant Xe-HPG. Alchemist admet el traçat de raigs basat en maquinari, XESS o supermostreig basat en xarxes neuronals (similar al DLSS de Nvidia) i DirectX 12 Ultimate. També s'admet DisplayPort 2.0 i overclocking. El codificador de maquinari de funció fixa AV1 s'inclou a les GPU Alchemist com a part del nucli Intel Quick Sync Video.